# MC Koringa
Fábio Luis de Jesus (Petrópolis, 31 de dezembro de 1979), mais conhecido pelo seu nome artístico MC Koringa, é um cantor, dançarino e compositor brasileiro de funk melody. 
Conhecido pelo seu primeiro hit, a canção "Pedala Robinho", em 2005 (trilha sonora da novela América), e depois seguiu com os sucessos "O Tamborzão Tá Rolando" (trilha sonora da novela A Favorita), "Pra Me Provocar" (trilha sonora da novela Avenida Brasil), "Dance Mais um Pouco" (trilha sonora da novela Em Família) e "Dança Sensual" (trilha sonora da novela Salve Jorge). Em 2018, Koringa apresentou a cantora Ananda, com a música "Quero Que Tu Vá", usando de seu prestígio e fama como hitmaker. Ele assinou a produção musical e composição.

## Biografia

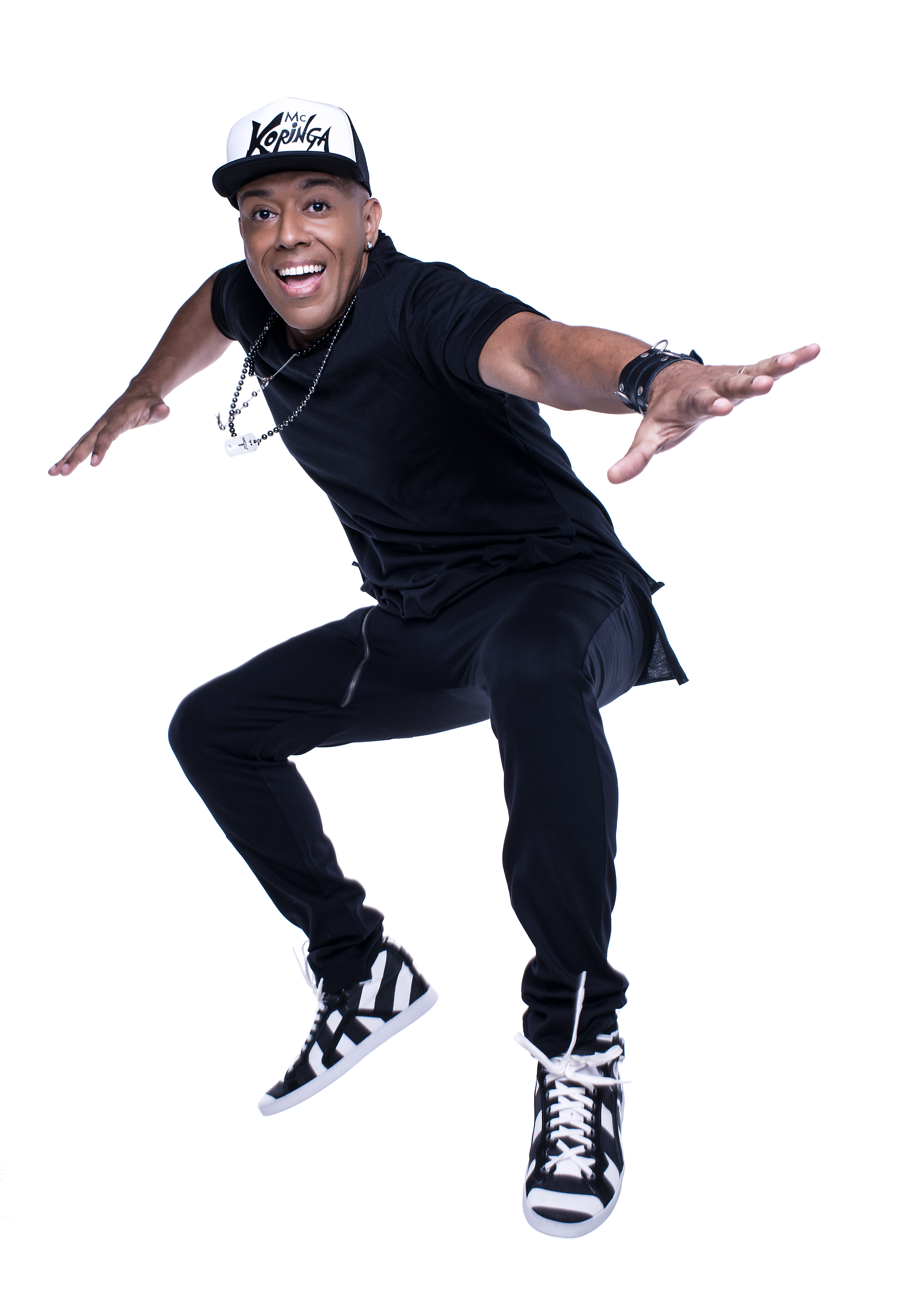
MC Koringa em foto de estúdio

Fabio Luis de Jesus, foi adotado por uma família pobre do subúrbio carioca aos 3 anos e meio de idade. Na adolescência sofria bullying dos colegas do colégio, que lhe chamavam de Coringa, por rir demasiadamente em sala de aula com as brincadeiras dos outros, numa referência a um dos vilões do Batman. Mas, desde muito cedo, ele aprendeu a reverter o que parecia ruim em algo produtivo. Foi assim com um apelido de escola, que virou nome artístico (estilizado anos depois com a letra "K"). Com um acidente de trabalho de sua esposa, que resultou em uma indenização, Koringa conseguiu comprar um computador e assim produzir em casa suas próprias músicas.
Começou oficialmente na carreira em 1996, formando a dupla Coringa e Paulinho (Coringa ainda com C).
Mc Koringa é pai de Thamyris, Anna Vitoria e Lívia e é casado com Manoela Alcantara.

## Carreira
Em 1994, com apenas 14 anos, começou a cantar em festas de rua.  Aos 16 formou dupla com Mc Paulinho, onde foram  lançados pela Equipe de Som Disco Dance com a música "A Caminhada". Em novembro de 1996 fizeram parte da coletânea "O Melhor Da Radio Imprensa Vol 2". Aos 18 anos deu pausa no sonho para servir ao Exercito Brasileiro, onde ficou por 3 anos. Em 2001 começou a fazer música usando os sons de um jogo de videogame (Playstation) o que chamou a atenção do DJ Marlboro que o convidou para trabalhar como produtor em seu estúdio situado no Lins na época. Lá trabalhou por 3 anos. Em pouco tempo, MC Koringa deslanchou a carreira e levou seu funk para a trilha sonora de várias novelas da Rede Globo. Com letras sensuais, suas composições apareceram em América, A Favorita, Fina Estampa, Avenida Brasil, Em Família, Amor à Vida, Salve Jorge, Sexo e as Negas, Totalmente Demais, Chapa Quente e A Força do Querer. Participou também na novela Vidas em Jogo da RecordTV. Koringa realizou o sonho de participar dos principais programas de TV do seu país e só lamenta por não ter participado da época de ouro da música pisando no palco do Cassino do Chacrinha, Clube do Bolinha, Domingo Legal e do Globo de Ouro.
Mc Koringa agitou a casa mais vigiada do Brasil, o BBB, com o Batidão típico do Funk Carioca  em três edições do Big Brother Brasil.A primeira em 2013 no BBB 13, a segunda em 2018 na Festa Lollipop e a terceira em 2020 onde a participação foi feita através de uma Live em sua casa, devido as restrições por conta da pandemia.
Em 2014 Mc Koringa foi uma das atrações do Fifa Fun Fest, que estava na sua 3º edição do evento, realizado nas areias de Copacabana, por conta da Copa do Mundo realizada no Brasil. O evento contava com um telão gigante onde as pessoas podiam assistir aos jogos e nos intervalos, curtiam as atrações ao vivo.
Em 2017 Mc Koringa aterrizou na Europa para uma tour em Portugal, onde também levou o batidão do Funk Carioca para dentro do Reality "Love On Top".
Em 2018, Mc Koringa cantou mais de 1.5 milhões de pessoas no BR Day (Evento realizado todos os anos na 6º Avenida, em Nova Iorque) apresentado por Ana Furtado e ao lado de outros grandes artistas como, Dennis Dj, Matheus e Kauan, Toni Garrido, Africa Bambata e outros.
Em 2019, Koringa se uniu a grandes artistas para cantar na Fun Fest na final da Copa Libertadores da América no grande jogo Flamengo x River Plate, no qual o Flamengo saiu vitorioso.
No mesmo ano (2019) Mc Koringa participou do Reality Show Dancing Brasil 5, apresentado por Xuxa Menegel e Juno Andrade na Record. Koringa precisou ser eliminado do programa após ter se machucado de forma grave durante os ensaios para as apresentações do sétimo episodio. 
Em 2022 Mc Koringa participou do Festival Brasil no Japão. Mesmo sob forte chuva o publico compareceu em peso e comprovou que "Ao Som Do Koringa ninguém para de dançar". Mc Koringa ainda aproveitou para conhecer o clube de futebol Kashima Antlers, clube onde Zico (Idolo do Flamengo) jogou.
Em 2024 Mc Koringa lançou a musica   “Didico Adriano Imperador” e a cantou na despedida do Adriano, no Maracanã. 

## Descobridor de talentos
MC Koringa, além de um conhecido hitmaker, também decidiu investir em descobrir novos talentos da música, apostando em nomes que ainda eram desconhecidos do público e usando de seu prestígio e fama como hitmaker.
Um de seus maiores trunfos foi a cantora Ananda, em quem apostou e chamou para gravar "Quero Que Tu Vá", composição que dividiu com a cantora. Koringa fez o refrão e os versos e chamou Ananda para colaborar no processo criativo e na letra. A parceria dos dois resultou em um dos maiores hits de 2018, que atingiu no YouTube mais de 64 milhões de visualizações apenas no canal da Vevo.[carece de fontes?]
Koringa também investiu na sua carreira de produtor, e passou a usar um pseudônimo, como um alter ego, para assinar as suas produções: Joker Beats.[carece de fontes?]

## Discografia

### Álbuns
- 2013 - A Caminhada[10]
- 2017 - Trilha Sonora

### Singles
- "Pedala Robinho" - Trilha Solta do Pânico na Tv [2005] e novela "América" [2005]
- "Tá Dançando"
- "O Tamborzão Tá Rolando" - Trilha de "A Favorita" [2008]
- "Envolvida"
- "No Calor da Madrugada" (feat. MC Marcelly)
- "Deixa a Gatinha Dançar"
- "Kika Kika no Calcanhar"
- "Danada Vem Que Vem" - Trilha de "Fina Estampa" [2011] e do filme "O Concurso [2013].
- "Pra Me Provocar" - Trilha de "Avenida Brasil" [2012]
- "Dance Mais Um Pouco" - Trilha de "Em Família" [2014]
- "Ostentando o Amor" (feat. MC Bola)
- "Dança Sensual" - Trilha de "Salve Jorge" [2012]
- "Convocação" - Trilha de "Totalmente Demais" [2015]
- "Taca Taca" (feat. Psirico)
- "Partiu Furdúncio"
- "Trilha Sonora" - Trilha de "Sexo e as Negas" [2014] e "A Força do Querer" [2017]
- "Eu Te Amo Tanto" (feat. com Dennis DJ e Matheus & Kauan) - Clipe gravado em Nova Iorque
- "Só no Vapo Vapo"
- "Deixa de Kô"
- "Rainha do Tamborzão " - Trilha de "Vidas Opostas". [2006]
- "Joga o Tambor Pro Alto" (Part. Mc Marcinho) - Trilha de "Amor a Vida". [2013]
- "Mostra O Seu Talento" - Trilha do Filme "Confissões de Uma Garota Excluída" [2021]